# Valentin Kopp
Valentin Kopp (* 19. August 1997 in Landshut) ist ein ehemaliger deutscher Eishockeyspieler.

## Karriere
Kopp begann seine Karriere im Nachwuchs des EV Landshut, bei dem er bis zur Saison 2012/13 sämtliche Nachwuchsmannschaften durchlief. Mit der Knabenmannschaft der „Young Cannibals“ gewann er 2010 und 2011 zweimal in Folge das als inoffizielle deutsche Meisterschaft anerkannte DEL-Knaben-Turnier in Schwenningen.
Im Dezember 2012 wechselte er in das Nachwuchsleistungszentrum der Jungadler Mannheim und feierte sogleich die Vizemeisterschaft in der Schüler-Bundesliga. In den Spielzeiten 2013/14, 2014/15 und 2015/16 feierte er mit den Jungadlern Mannheim drei deutsche Meisterschaften in Folge in der Deutschen Nachwuchsliga. In der Saison 2015/16 war Kopp Topscorer der Liga mit den meisten Toren und auch den meisten Torvorlagen. Zudem wurde er von den Trainern der Liga zum zweitbesten Spieler der Saison gewählt.
Nach seinen Erfolgen in Mannheim wurde er von den Aberdeen Wings aus der nordamerikanischen NAHL eingeladen, an einem Probetraining teilzunehmen. Nach seinem Tryout wurde dort allerdings die komplette Trainerriege ausgetauscht, die anschließend kein Interesse an deutschen Nachwuchsspielern hatten. So führte sein Weg über die Northeast Generals recht schnell wieder zurück nach Deutschland.
Seine ersten Spiele im Profibereich absolvierte er bei seinem Jugendverein EV Landshut in der Oberliga Süd. Sehr schnell nach dem Ausscheiden aus den Playoffs entschied er sich für einen Wechsel zum EC Red Bull Salzburg. Mit den Red Bull Juniors spielte er in der grenzübergreifenden Sky Alps Hockey League (AHL).
2018 beendete er seine Karriere, da er nicht weiter in unterklassigen Ligen spielen wollte, und begann ein duales Studium bei ABB in Mannheim.

### International
Kopp wurde 2013 erstmals für die deutsche U17-Nationalmannschaft nominiert, mit der er im Januar 2014 an der World U-17 Hockey Challenge in Sydney in der kanadischen Provinz Nova Scotia teilnahm. 2015 nahm er an der U18-Junioren-Weltmeisterschaft in Zug / Luzern teil. Dort musste er mit dem deutschen Team nach der Niederlage in der Relegation gegen Belarus den Gang in die Division I antreten.
2016 wurde er vom neuen Bundesnachwuchstrainer Christian Künast in den Kader der U19-Nationalmannschaft für das 5-Nationen-Turnier in Deggendorf benannt. Gleich im ersten Training des Nationalteams verletzte er sich und konnte in der Folge kein Spiel in diesem Turnier bestreiten.
Obwohl sich Kopp im Spielsystem des EV Landshut in der Oberliga Süd nicht zurechtfand und oft glücklos agierte, überzeugte er in den Vorbereitungsspielen der U20-Nationalmannschaft zur Junioren-Weltmeisterschaft der Division I mit 4 Toren und 3 Vorlagen in 5 internationalen Vergleichen den Trainerstab des DEB. Bei der Weltmeisterschaft selbst in Bremerhaven wurde der Aufstieg knapp verpasst. Kopp verbuchte in diesem Turnier ein Tor und einen Assist. Zudem sorgte er im Shootout gegen Belarus mit seinem verwandelten Penalty für die endgültige Entscheidung zugunsten des deutschen Teams.

## Erfolge und Auszeichnungen
- 2014 DNL-Meister mit den Jungadler Mannheim
- 2015 DNL-Meister mit den Jungadler Mannheim
- 2016 DNL-Meister mit den Jungadler Mannheim
- 2016 Topscorer und Toptorjäger der DNL